# Vlădeni (Ialomița)
Vlădeni es una comuna ubicada en el distrito de Ialomița, Rumania.

## Superficie
Cuenta con una superficie de 129,7 kilómetros cuadrados.

## Demografía
Hasta 2021 la población era de 1870 habitantes, con una densidad de población de 14,42 habitantes por kilómetro cuadrado.